# Barthélémy Maglioli
Barthélemy Maglioli (Ajaccio, 15 dicembre 1856 – Parigi, 29 settembre 1909) è stato un architetto francese.
Figlio di Jérôme Maglioli, architetto della città di Ajaccio, prese la carica del padre, e la ricoprì dal 1884 fino alla sua morte.
Come suo padre fu architetto della città e partecipò alla costruzione di edifici privati e pubblici, creò degli interi quartieri.  
Nel 1885 presentò il suo progetto per la chiesa di La chiesa di San Rocco sul Cours Napoléon..